# 南橘村
南橘村（みなみたちばなむら）は群馬県の中部、勢多郡に属していた村。

## 地理
- 山岳：橘山、八幡山
- 河川：利根川、広瀬川、桃ノ木川、赤城白川

## 歴史
- 1889年（明治22年）4月1日 町村制施行により上小出村、下小出村、北代田村、下細井村、上細井村、龍蔵寺村、青柳村、日輪寺村、川端村、荒牧村、川原島新田村、関根村、田口村の13か村が合併し南勢多郡南橘村が成立
- 1896年（明治29年）4月1日 郡統合（南勢多郡と東群馬郡の統合）により勢多郡に所属
- 1954年（昭和29年）6月4日 大字上小出、川原の各一部が前橋市へ編入
- 1954年（昭和29年）9月1日 残りの全域が前橋市へ編入

## 地域

### 村内の大字
- 上細井
- 下細井
- 北代田
- 上小出
- 下小出
- 龍蔵寺
- 青柳
- 荒牧
- 日輪寺
- 川端
- 田口
- 関根
- 川原

### 教育

#### 小学校
- 南橘村立細井小学校
- 南橘村立桃川小学校

#### 中学校
- 南橘村立南橘中学校

## 行政
歴代村長
| 氏名         | 就任                      | 退任                       | 備考           |
| ------------ | ------------------------- | -------------------------- | -------------- |
| 塩原佐平     | 1908年（明治41年）8月4日  | 1912年（大正元年）8月3日   |                |
| 岩崎安造     | 1912年（大正元年）8月15日 | 1914年（大正3年）3月5日    | 辞職           |
| 加々美助次郎 | 1914年（大正3年）4月6日   | 1918年（大正7年）4月5日    |                |
| 関口四郎     | 1918年（大正7年）4月11日  | 1919年（大正8年）8月24日   | 辞職           |
| 金子賢治     | 1919年（大正8年）9月8日   | 1919年（大正8年）12月7日   | 辞職           |
| 岡庭浪平     | 1919年（大正8年）12月17日 | 1921年（大正10年）4月25日  | 辞職           |
| 品川喜太郎   | 1921年（大正10年）5月10日 | 1925年（大正14年）2月4日   | 辞職           |
| 天海昇平     | 1925年（大正14年）2月17日 | 1926年（大正15年）9月23日  | 病気により辞職 |
| 塩原猪三郎   | 1926年（大正15年）10月1日 | 1928年（昭和3年）11月30日  | 辞職           |
| 岡田盛平     | 1928年（昭和3年）12月8日  | 1930年（昭和5年）12月4日   | 辞職           |
| 萩原長太郎   | 1930年（昭和5年）12月12日 | 1931年（昭和6年）5月8日    | 辞職           |
| 藤井孝太郎   | 1931年（昭和6年）5月14日  | 1937年（昭和12年）7月17日  | 辞職           |
| 高橋佐平次   | 1937年（昭和12年）7月22日 | 1938年（昭和13年）7月28日  | 辞職           |
| 養田保太郎   | 1938年（昭和13年）7月31日 | 1944年（昭和19年）2月12日  | 辞職           |
| 長谷川長七   | 1944年（昭和19年）3月7日  | 1946年（昭和21年）12月27日 | 辞職           |
| 塩原佐平     | 1947年（昭和22年）4月7日  | 1951年（昭和26年）         |                |
| 高橋富太郎   | 1951年（昭和26年）4月24日 | 1953年（昭和28年）3月9日   | 辞職           |
| 塚田成美     | 1953年（昭和28年）4月5日  | 1954年（昭和29年）8月31日  | 前橋市と合併   |